# ألاستير نوريس
ألاستير نوريس (بالإنجليزية: Alastair Norris)‏ هو قاضي بريطاني، ولد في 17 ديسمبر 1950.